# Denis Côté (écrivain)
Pour les articles homonymes, voir Denis Côté et Côté (homonymie).
Denis Côté, né le 1er janvier 1954 à Québec (Québec, Canada), est un écrivain québécois spécialisé dans la littérature destinée aux enfants, aux adolescents et aux jeunes adultes. Il a contribué à démocratiser la littérature jeunesse au Québec.

## Biographie

### Études et carrière
Né à Québec le 1er janvier 1954, à Québec, Denis Côté étudie les lettres au Cégep François-Xavier Garneau. Il étudie ensuite à l'Université Laval, où il obtient une mineure en communication, un baccalauréat spécialisé en études françaises et une maîtrise en littérature québécoise.
En plus de l'écriture, il a exercé divers métiers, dont professeur de français et de littérature au niveau collégial, libraire et chargé de cours en bande dessinée pour la jeunesse à l'UQTR,,.
Il a rédigé également des critiques, chroniques et articles pour les revues L'Année de la Science-fiction et du fantastique québécois, Nuit Blanche, Lurelu et Livres et auteurs québécois en plus d'écrire des scénarios pour la télévision,.
Il est membre de l'Union des écrivaines et des écrivains québécois.

### Écriture
C'est d'abord chez les éditions Paulines qu'il débutera sa carrière de romancier en publiant, en 1983, Hockeyeurs cybernétiques. Il y aborde notamment les thèmes de la détérioration de l’environnement à grande échelle et ses conséquences, de l’industrie du divertissement favorisant l’abêtissement des citoyens, des écarts croissants entre les riches et les pauvres, des démocraties fragilisées, de la manipulation des masses par la publicité et la propagande,. Ce premier roman lui vaut, la même année, le Prix du Conseil des arts du Canada, le Prix Boréal et le Grand Prix de la science-fiction et du fantastique québécois,. C'est ensuite avec La Courte Échelle qu'il peaufinera son art en sortant une myriade de romans chez eux.
Les univers narratifs (genres littéraires) qu'il explore le plus souvent sont la science-fiction, le fantastique et l'horreur. Vendus à plus d'un demi-million d'exemplaires, ses livres ont connu de nombreuses rééditions et certains ont été traduits en diverses langues.

## Œuvres
- Les parallèles célestes, Montréal, Hurtubise-HMH, 1983, 168 p.  (ISBN 2890456005)
- Hockeyeurs cybernétiques, Montréal, Éditions Paulines, 1983, 117 p.  (ISBN 2890399087)
- L'Invisible Puissance, Montréal, Paulines, 1984, 103 p.  (ISBN 2890399559)
- Dix nouvelles de science-fiction québécoise (recueil collectif de nouvelles), Montréal, Les Quinze, 1985, 239 p.
- Planéria (recueil collectif de nouvelles), Montréal, Pierre Tisseyre, 1985, 191 p.  (ISBN 2890512975)
- La Pénombre Jaune, Montréal, Paulines, 1986, 125 p.  (ISBN 2890390683)
- Nocturnes pour Jessie, Montréal, Québec Amérique, 1987, 206 p.  (ISBN 2890373347)
- Les prisonniers du zoo (avec Stéphane Poulin), Montréal, La courte échelle, 1988, 94 p.
- L'affaire Léandre : et autres nouvelles policières (recueil collectif de nouvelles), Montréal, Pierre Tisseyre, 1989, 180 p.  (ISBN 2890513343)
- L'idole des Inactifs, Montréal, La courte échelle, 1989, 154 p.  (ISBN 2890211061)
- Le voyage dans le temps (avec Stéphane Poulin), Montréal, La courte échelle, 1989, 92 p.  (ISBN 2890210952)
- La vie est une bande dessinée, Montréal, Pierre Tisseyre, 1989, 209 p.  (ISBN 289051370X)
- Les géants de Blizzard (avec Stéphane Poulin) Montréal, La courte échelle, 1990, 89 p.  (ISBN 2890211266)
- La révolte des Inactifs, Montréal, La courte échelle, 1990, 152 p.  (ISBN 2890211274)
- Le retour des Inactifs, Montréal, La courte échelle, 1990, 157 p.  (ISBN 2890211428)
- La nuit du vampire (avec Stéphane Poulin), Montréal, La courte échelle, 1990, 93 p.  (ISBN 2890211177)
- Les yeux d'Émeraude (avec Stéphane Poulin), Montréal, La courte échelle, 1991, 94 p.  (ISBN 2890211657)
- Terminus cauchemar, Montréal, La courte échelle, 1991, 159 p.  (ISBN 2890211495)
- L'arrivée des Inactifs (nouvelle version revue et corrigée de Hockeyeurs cybernétiques), Montréal, La courte échelle, 1993, 158 p.  (ISBN 2890211916)
- Je viens du futur, Saint-Laurent, Pierre Tisseyre, 1993, 134 p.  (ISBN 2890515257)
- Descente aux enfers (nouvelle version revue et corrigée de L'Invisible Puissance), Montréal, La courte échelle, 1994, 152 p.  (ISBN 2890212084)
- Le parc aux sortilèges (avec Stéphane Poulin), Montréal, La courte échelle, 1993, 91 p.  (ISBN 2890212106)
- La trahison du vampire, Montréal, La courte échelle, 1995, 90 p.  (ISBN 2890212386)
- L'île du savant fou, Montréal, La courte échelle, 1996, 90 p.  (ISBN 2890212750)
- La Pénombre Jaune (nouvelle version revue et corrigée), Saint-Laurent, Pierre Tisseyre, 1996, 174 p.  (ISBN 2890516164)
- Les prédateurs de l'ombre, Montréal, La courte échelle, 1997, 151 p.  (ISBN 2890212912)
- Les chemins de Mirlande (nouvelle version revue et corrigée de Nocturnes pour Jessie), Montréal, La courte échelle, 1998, 143 p.  (ISBN 2890213102)
- Les otages de la terreur (avec Stéphane Poulin), Montréal, La courte échelle, 1998, 95 p.  (ISBN 2890213412)
- La machine à rajeunir, Montréal, La courte échelle, 1999, 95 p.  (ISBN 289021379X)
- Un parfum de mystère (avec Gigi Wenger), Montréal, La courte échelle, 1999, 61 p.  (ISBN 2890213528)
- Traque dans la neige, Paris, Albin-Michel, 2000, 205 p.  (ISBN 2226111735)
- La machination du Scorpion noir (avec Frédéric Rébéna), Paris, Nathan, 2001, 198 p.  (ISBN 2092823345)
- L'Empire couleur sang, Montréal, Hurtubise-HMH, 2002, 337 p.  (ISBN 2894285809)
- La Forêt aux Mille et Un Périls, Montréal, La courte échelle, 2003, 86 p.  (ISBN 2890216470)
- La Forêt aux Mille et Un Périls (tome 2), Montréal, La courte échelle, 2004, 86 p.  (ISBN 2890216969)
- La machination du Scorpion noir (nouvelle édition revue et corrigée), Montréal, La courte échelle, 152 p.  (ISBN 2890216675)
- La Forêt aux Mille et Un Périls (tome 3), Montréal, La courte échelle, 2006, 95 p.  (ISBN 2890216977)
- L'Oiseau Rouge (nouvelle version revue et corrigée de Traque dans la neige), Montréal, Québec Amérique, 2008, 152 p.  (ISBN 9782764406052)
- Porthos et la menace aux yeux rouges, Montréal, Dominique et compagnie, 2009, 58 p.  (ISBN 9782895127208)
- Porthos et les tigres à dents de sabre, Montréal, Dominique et compagnie, 2009, 58 p.  (ISBN 9782895127567)
- Porthos et la colère du chat-serpent, Montréal, Dominique et compagnie, 2010, 58 p.  (ISBN 9782895128953)
- Porthos et l’arche de la fin du monde, Montréal, Dominique et compagnie, 2010, 58 p.  (ISBN 9782895129400)
- L'amélanchier (adaptation de L'amélanchier de Jacques Ferron), Montréal, Planète rebelle, 2011, 68 p.  (ISBN 9782923735160)
- Hockeyeurs cybernétiques / L'intégrale, Saint-Lambert, Soulières, 2013, 499 p.  (ISBN 9782896071678)
- La Forêt aux Mille et Un Périls / L'intégrale, Saint-Lambert, Soulières, 2014, 197 p.  (ISBN 9782896072590)
- Dessine-moi un Martien (roman graphique), Saint-Lambert, Soulières, 2015, 66 p.  (ISBN 9782896073153)
- Terminus Cauchemar (nouvelle version revue et corrigée), Montréal, La courte échelle, 2016, 182 p.  (ISBN 9782897740092)
- Maxime 01 (recueil de 3 romans réédités : Les prisonniers du zoo, Le voyage dans le temps, La nuit du vampire), Montréal, La courte échelle, 2016, 269 p.  (ISBN 9782896959907)
- Maxime 02 (recueil de 3 romans réédités : La trahison du vampire, Les yeux d’Émeraude, Le parc aux sortilèges), Montréal, La courte échelle, 2016, 267 p.  (ISBN 9782896959853)
- L'enfer de glace, Montréal, Bayard Canada, 2016, 225 p.  (ISBN 9782895797425)
- Je suis un monstre, Montréal, La courte échelle, 2017, 139 p.  (ISBN 9782896959884)
- Maxime 03 (recueil de 3 romans réédités : L'île du savant fou, Les otages de la terreur, La machine à rajeunir), Montréal, La courte échelle, 272 p.  (ISBN 9782896514410)
- Les prédateurs de l'ombre, Montréal, La courte échelle, 2020, 160 p.  (ISBN 9782897743277)
- Les nouveaux petits mystères à l'école (recueil collectif de nouvelles), Druide, 2023, 392 pages  (ISBN 9782897116521)
- Le cinéma de l'horreur, Montréal, La courte échelle, 2023, 191 p.  (ISBN 9782897745189)

## Prix et honneurs
- 2024 : Finaliste au Prix Une ville un livre (ville de Québec) pour Le cinéma de l'horreur
- 2018 : Finaliste au Prix Ville-de-Québec-SILQ, section littérature jeunesse, pour Je suis un monstre[8]
- 2017 : Finaliste au Prix Adolecteurs (attribué par les élèves des écoles secondaires du Québec), pour L’enfer de glace[9]
- 2015 : Finaliste au Prix du Gouverneur général, section littérature jeunesse, pour Dessine-moi un Martien[10]
- 2012 : Finaliste au Prix TD de littérature canadienne pour l'enfance et la jeunesse, pour L'amélanchier[11]
- 2010 : Finaliste au Prix des abonnés du Réseau des bibliothèques de la Ville-de-Québec, pour Porthos et la menace aux yeux rouges
- 2009 : 5e position au Palmarès Communication-Jeunesse (livres préférés des jeunes), pour L'Oiseau Rouge
- 2005 : Finaliste au Prix littéraire de la Ville-de-Québec, pour La machination du Scorpion noir
- 2003 : Lauréat du Prix du livre M. Christie, pour L’Empire couleur sang[12]
- 2002 : Finaliste au Prix des abonnés des bibliothèques de Québec, pour L’Empire couleur sang
- 2001 : Finaliste au Prix du livre de jeunesse de la ville de Lavenalet et du pays d’Olmes (France), pour La machination du Scorpion noir
- 2001 : Finaliste au Prix littéraire Hackmatack, pour La machine à rajeunir[13]
- 2000 : Invité d'honneur au Salon du livre de Montréal
- 1999 : Membre de la délégation du Québec au Salon du livre de Paris
- 1998 : Récipiendaire de la Médaille d'argent du Rayonnement culturel attribuée par la Renaissance Française
- 1997 : Lauréat du Prix du rayonnement international du Conseil de la culture de la région de Québec
- 1997 : Récipiendaire du Coup de Cœur Communication-Jeunesse (écrivain le plus aimé)[14]
- 1995 : Lauréat du Prix du Livre M. Christie, pour Le parc aux sortilèges[15]
- 1994 : 1re position du Club de lecture Livromagie, catégorie Farfadets, pour Le parc aux sortilèges[16]
- 1994 : Finaliste au Prix du Signet d'Or, pour Le parc aux sortilèges
- 1992 : Finaliste au Prix du Livre M. Christie, pour Les yeux d'Émeraude
- 1992 : Finaliste au Prix Québec-Wallonie-Bruxelles, pour Les yeux d'Émeraude
- 1981 : Lauréat du Prix Montréal-Brive, pour l'ensemble de l'œuvre[17]
- 1991 : 1re position du Club de lecture Livromagie, catégorie Farfadets, pour La nuit du vampire[18]
- 1991 : Finaliste au Prix du Livre M. Christie, pour La nuit du vampire
- 1990 : Finaliste au Prix du Livre M. Christie, pour Le voyage dans le temps
- 1989 : Lauréat du Prix d'excellence de la revue Protégez-vous, pour La vie est une bande dessinée
- 1989 : Finaliste au Prix littéraire de la ville de Poitiers (France), pour Les prisonniers du zoo
- 1989 : Finaliste au Prix Boréal, pour L'idole des Inactifs[19]
- 1989 : Finaliste au Casper Award, pour L'idole des Inactifs
- 1988 : Finaliste au Prix du Gouverneur général, section littérature jeunesse, pour Les prisonniers du zoo[10]
- 1987 : Finaliste au Prix du Gouverneur général, section littérature jeunesse, pour Nocturnes pour Jessie[10]
- 1986 : Finaliste au Prix du Gouverneur général, section littérature jeunesse, pour Les géants de Blizzard
- 1984 : Lauréat du Prix Boréal (écrivain de l'année en science-fiction)[20]
- 1984 : Lauréat du Grand Prix de la science-fiction et du fantastique québécois, pour Hockeyeurs cybernétiques et Les parallèles célestes[21]
- 1983 : Lauréat du Prix du Conseil des arts du Canada, pour Hockeyeurs cybernétiques